# 흐렌

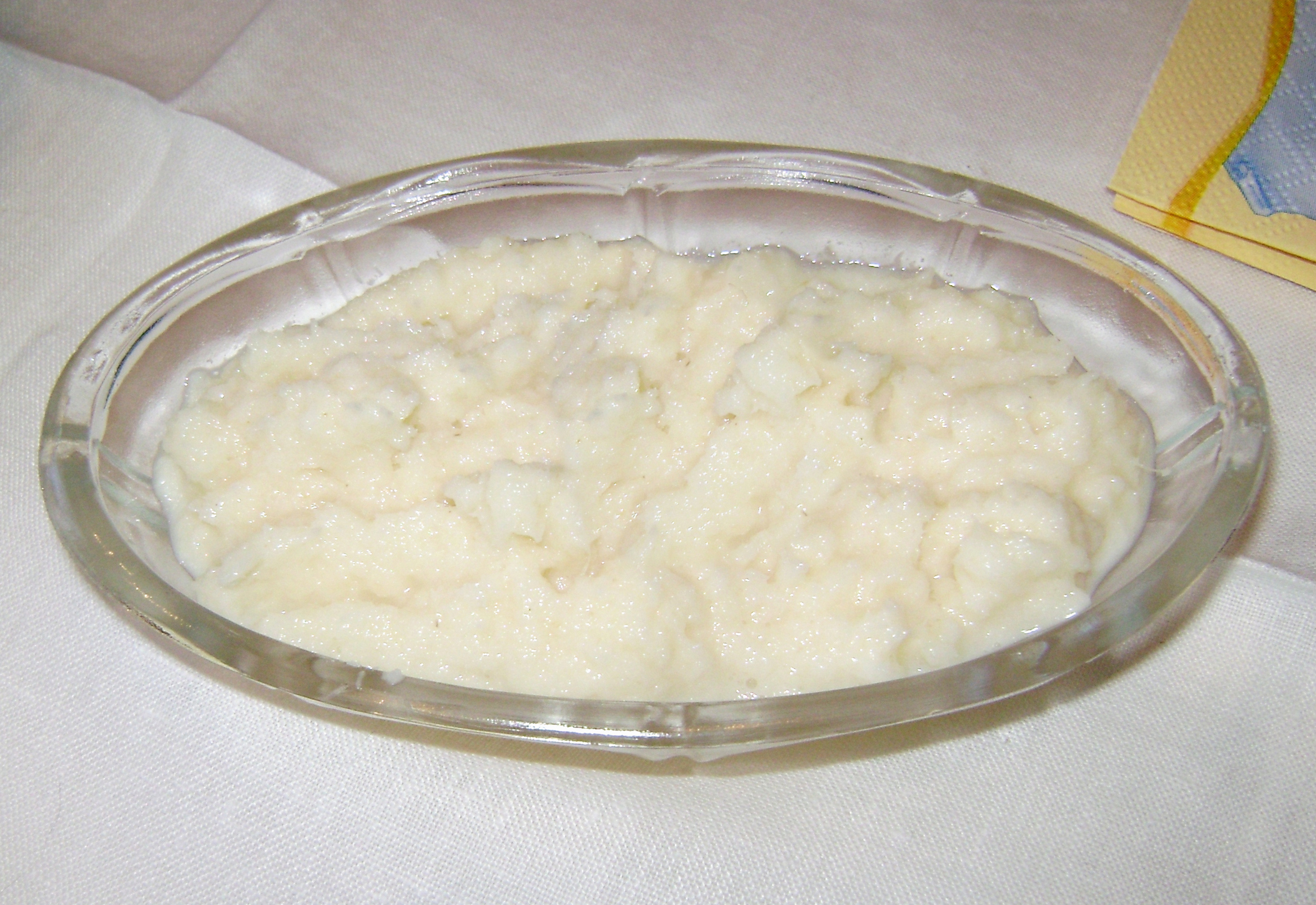
흰 흐렌

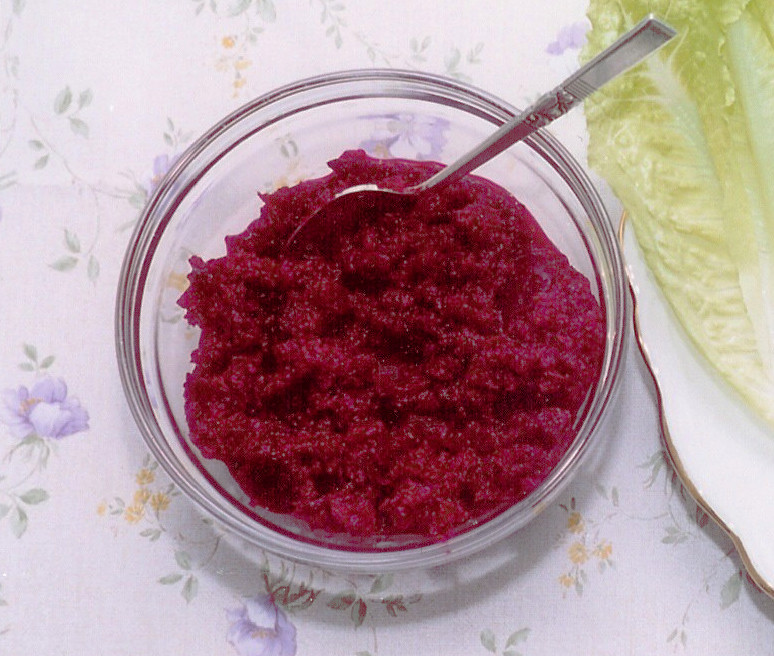
빨간 흐렌

흐렌(Chrain, 체코어: křen; 슬로바키아어: chren; 독일어: Meerrettich 또는 Kren; 폴란드어: chrzan; 루마니아어: hrean; 러시아어: хрен, 로마자: khren; 우크라이나어: хрiн, 로마자: khrin; 이디시어: כריין, 로마자: khreyn; 히브리어: חזרת, 로마자화: khazeret; 이 모든 언어에서 "고추냉이"를 의미)은 강판에 간 고추냉이로 만든 매운 페이스트이다. 동부 및 중부 유럽 요리(슬로베니아어, 북부 크로아티아어, 벨로루시어, 체코어, 슬로바키아어, 독일어(특히 바이에른어), 폴란드어, 루마니아어, 라트비아어, 리투아니아어, 러시아어, 우크라이나어 및 Ashkenazi 유대인 요리) . 흐렌은 다시 슬라브어에서 차용한 이디시어 כריין에서 유래했다.
슬라브 및 아슈케나지 유대인 요리에는 두 가지 일반적인 형태의 흐렌이 있다. 흰 흐렌은 간 양 고추 냉이와 식초, 때로는 설탕과 소금으로 구성되며 빨간 흐렌에는 비트 뿌리가 추가된다. 이러한 유형의 흐렌은 파레브(유제품 없음)라는 점에서 다른 양고추냉이 기반 조미료와 구별되어 유대인 식이법에 따라 육류 및 유제품 식사 모두에 사용할 수 있다. 대조적으로 많은 중부 유럽 품종에는 크림이 포함되는 반면 일부 러시아 요리법에는 스메타나(사워 크림)를 곁들인 흐렌이 필요하다. 사과, 링곤베리, 크랜베리, 오렌지 등의 품종도 있다.
동부 및 중부 유럽 요리 유대인 공동체에서 흐렌 사용은 고대의 일이며 12세기부터 서면으로 처음 입증되었다.

## 같이 보기
- 고추냉이